# Мишалов, Владимир Григорьевич
Владимир Григорьевич Мишалов (род. 26 марта 1955, Шпола) — доктор медицинских наук (с 1997), профессор, заслуженный врач Украины (2000), лауреат Государственной премии Украины. Зять Николая Михайловича Амосова (женат на его дочери Е. Н. Амосовой). Занимается преподавательской деятельностью в Национальном медицинском университете им. А. А. Богомольца в Киеве, который окончил сам.

## Биография
В школьные годы собирался стать военным, но в итоге стал врачом. При этом профессию хирурга выбрал только на пятом курсе.